# Зинковка
Зинковка (рос. Зинковка) — селище в Поназирьовському районі Костромської області Російської Федерації.
Населення становить 1 особу. Входить до складу муніципального утворення Полдневицьке сільське поселення.

## Історія
У 1962-1965 роках населений пункт належав до Шар'їнського району.
Від 2007 року входить до складу муніципального утворення Полдневицьке сільське поселення.

## Населення
| 2008 | 2010 | 2014 |
| ---- | ---- | ---- |
| 1    | ↗3   | ↘1   |